# Maxime Laubeuf

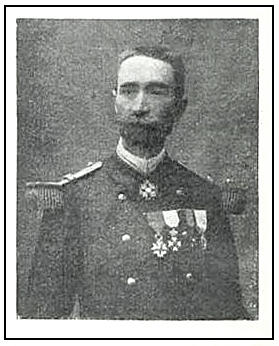
Maxime Laubeuf

Maxime Laubeuf fue un ingeniero naval francés de finales del siglo XIX. Nace el 23 de noviembre de 1864, en Poissy, Yvelines y muere el 23 de diciembre de 1939 en Cannes, Alpes-Maritimes.

## Biografía
Laubeuf fue un pionero en el diseño y la construcción de submarinos (entre ellos el Narval y el Aigrette) y fue responsable de un gran número de innovaciones que llevaron al diseño de submarino moderno. Su obra tuvo una profunda influencia en el diseño de sumergibles de finales del siglo XIX y principios del siglo XX. Estudió en la Escuela Politécnica, y después de graduarse en 1883, se unió a la ENSTA (École nationale supérieure de techniques avancées). Se convirtió en ingeniero asistente en 1887 e ingeniero en 1891. Durante este tiempo trabajó en el Arsenal de Brest en el desarrollo de sumergibles y diseños de los primeros submarinos modernos en 1904. Dos años más tarde, dejó la armada para seguir construyendo submarinos en la industria privada.
En 1896, el gobierno francés organizó un concurso de diseño para un submarino de capacidades avanzadas. Se requería un buque de 200 t, con una velocidad en superficie de 12 nudos y una autonomía de 100 millas, con una velocidad en inmersión de 6 nudos y una autonomía de 10 millas. Laubeuf presentó su Narval, que fue el ganador entre los 29 diseños presentados. Cabe destacar que uno de sus colaboradores era el ingeniero de origen español Raymondo Lorenzo D´Equevilley Montjustin, que más tarde diseñó y consiguió que se construyeran en Alemania el prototipo Forelle y la serie de tres sumergibles para la Armada Imperial Rusa clase Karp del que derivó el primer sumergible de combate alemán SM U-1.

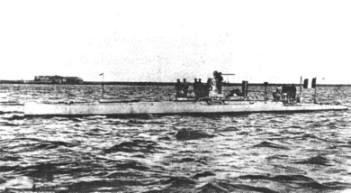
Sumergible Narval

Laubeuf llegó a la determinación que para navegar eficazmente en superficie e inmersión su submarino se necesitaban dos sistemas diferentes de propulsión; la mayoría de los diseñadores hasta ese momento había intentado encontrar un sistema único para ambos, con diferente fortuna. La alta velocidad en superficie exigida hizo necesario aplicar el sistema de máquina vapor, mientras se utilizaría un motor eléctrico bajo el agua. También podían ser recargadas por un generador propulsado por la máquina de vapor las baterías de acumuladores del motor eléctrico mientras el buque estaba en la superficie. 
Laubeuf también abordó el problema de estabilidad que aquejaba a los diseños submarinos. El casco de presión redondeado necesario para soportar la presión a profundidad presentaba pobres características para la navegación en superficie y era inestable sumergido. El diseño de Laubeuf tenía doble casco; un casco interior, redondeado y reforzado para resistir la presión y un casco exterior, con forma de barco para conseguir que el buque fuese estable y marinero. Aún más importante fue el uso de fueloil como combustible, estibado en tanques entre el casco principal de presión y el casco externo. 
Estas innovaciones eran un gran salto adelante en el diseño de submarinos y fueron adoptadas por las marinas y diseñadores de todo mundo. Laubeuf se convirtió en miembro de la Academia Naval y fue elegido miembro de la Academia de Ciencias de Francia en 1920.